# José Larduet
Jose Angel Larduet Gomez est un boxeur cubain né le 23 février 1990 à Guamá (Cuba).

## Carrière
Sa carrière amateur est marquée par une médaille d'or aux championnats panaméricains de Mexico en 2009 et par une médaille de bronze aux championnats du monde de Milan en 2009 dans la catégorie mi-lourds.

### Jeux olympiques
- Qualifié pour les Jeux de 2012 à Londres, Angleterre

### Championnats du monde de boxe amateur
- Médaille de bronze en -81 kg en 2009 à Milan, Italie

### Championnats panaméricains de boxe amateur
- Médaille d'or en -81 kg en 2009 à Mexico,  Mexique

## Référence
1. ↑  (en) Présentation de José Angel Larduet Gomez sur le site de l'AIBA